# 007: Nightfire
| James Bond 007: Nightfire | James Bond 007: Nightfire |
| Samlingsbetyg             | Samlingsbetyg             |
| Tjänst                    | Betyg                     |
| ------------------------- | ------------------------- |
| Gamerankings              | 8.229/10 stjärnor         |
| Game Ratio                | 8/10 stjärnor             |
| GameStats                 | 8.2/10 stjärnor           |
| GameTab                   | 8.1/10 stjärnor           |
| Metacritic                | 8/10 stjärnor             |
| Moby Games                | 8/10 stjärnor             |
| Recensionsbetyg           |                           |
| Publikation               | Betyg                     |
| 1UP.com                   | A                         |
| Actiontrip                | T                         |
| Computer and Video Games  | 8.7/10 stjärnor           |
| Eurogamer                 | 3/10 stjärnor             |
| Gamespot                  | 7.9/10 stjärnor           |
| Gamespy                   | 4/5 stjärnor              |
| Fuska.nu                  | 8.4/10 stjärnor           |

007: Nightfire, även känt som James Bond 007: Nightfire (2002) är ett spel utgivet av Electronic Arts. Spelet finns utgivet till Gamecube, Playstation 2, Xbox, PC och Game Boy Advance. 007: Nightfire är uppföljaren till Agent Under Fire. Spelets handling, innehåller detaljer ifrån filmerna, och Bond liknar Pierce Brosnan. 
Eurocom utvecklade spelet till Playstation 2, Gamecube och Xbox, Gearbox Software utvecklade det till Windows med en tungt modifierad version av spelmotorn GoldSrc, samma som Half-Life: Opposing Force som också utvecklades av Gearbox Software. Det släpptes senare till Macintosh av Aspyr. Datorversionerna är helt olika från konsolversionerna med andra banor och annorlunda storyline. År 2003 gav Electronic Arts ut 007: Nightfire på Game Boy Advance, utvecklat av JV Games.

## Karaktärer/röstskådespelare
Karaktärerna i spelet med deras röstskådespelare:
- James Bond - Maxwell Caulfield
- Raphael Drake - Michael Ensign
- Dominique Paradis - Lena Reno
- Makiko Hayashi - Tamlyn Tomita
- Alura McCall - Kimberley Davis
- Armitage Rook - Richard Whiten
- Zoe Nightshade - Jeanne Mori
- Alexander Mayhew - Ian Abercrombie
- M - Samantha Eggar
- Q Gregg Berger

## Multiplayer
I multiplayer-läget kan spelarna spela på många olika banor, vissa är utdragna bitar från banor man spelar i Singleplayer-läget, t.ex. Drakes slott medan andra är platser från föregående Bond-spel och filmer som Fort Knox från filmen Goldfinger och Atlantis och Ubåtshangaren från filmen The Spy Who Loved Me. Banorna Skyrail och Ravine är gjorda enbart för multiplayer och finns inte med i Singleplayer-läget eller något annat Bond-spel. Om man vill kan man lägga till AI-bottar som slåss för eller mot en. Om man spelar på konsol beror antalet AI-bottar man kan lägga till på vilken konsol man använder, på Gamecube och Xbox-versionen kan man ha upp till sex stycken bottar, spelar man på Playstation 2 kan man ha upp till fyra stycken bottar. På dator kan man ha upp till 12 stycken bottar och även spela multiplayer online. Vissa medaljer man får i Singleplayer kan låsa upp nya karaktärer att spela med i multiplayer.

## Remake
År 2013 började fans från 007: Nightfire porta PC-versionen till Source och släppa det på Steam som Nightfire: Source. I februari 2015 släpptes en alpha-version av spelet till allmänheten tillgänglig för nedladdning på deras eget forum. Än så länge har man lagt till minor, kontrollerbara raketkastare, radiokontrollerade helikoptrar och det nya spelläget ta flaggan. På hösten 2015 meddelades att projektet lagts ner på grund av att ingen hade lust att fortsätta utveckla spelet, kort efter att man sagt att projektet var nerlagt sade de att de inte hade helt lagt ner projektet och att de ändrade statusen på projektet från nerlagt till inaktivt. 